# Élections parlementaires italiennes de 2006
Les élections parlementaires italiennes de 2006  se sont déroulées les 9 et 10 avril 2006. Elles ont vu s'opposer une coalition
de gauche nommée L'Union, menée par Romano Prodi, et une coalition de droite autour du président du Conseil sortant Silvio Berlusconi, leader de l'alliance de droite, dite Maison des libertés.

## Campagne
La campagne électorale fut marquée par des attaques plus ou moins directes et personnelles adressées par certains candidats à leurs adversaires, comme elle fut également marquée par de véhémentes déclarations, assumées par certaines personnalités politiques de premier plan. Ainsi, les médias ont beaucoup relayé la phrase de Silvio Berlusconi refusant de croire qu'il y avait assez de coglioni (couillons) en Italie pour voter à gauche, ou encore celle de Romano Prodi accusant Berlusconi de s'« attacher au pouvoir comme un ivrogne à un réverbère ». Certains propos plus acerbes ont également parsemé la campagne, notamment ceux d'Alessandra Mussolini déclarant qu'il « [valait] mieux être fasciste que pédé » ou encore ceux d'Umberto Bossi déclarant que « le programme de l'Union sent la vaseline ». Cette ambiance très conflictuelle a amené le président de l'époque, Carlo Azeglio Ciampi à demander aux candidats d'être plus « respectueux » les uns envers les autres le jour où il déposa son bulletin dans l'urne.

## Partis politiques
L'Italie dispose d'un nombre très important de partis, au contraire de la plupart des démocraties voisines qui ont plutôt tendance au bipartisme. Cependant, ces partis sont regroupés dans deux grands pôles très larges : l'un va de l'extrême-gauche aux centristes de droite, l'Unione, et l'autre s'étend du centre gauche aux partis néo-fascistes, la Maison des libertés (Casa delle Libertà).
L'Unione est la coalition de centre gauche alliée pour soutenir Romano Prodi comme candidat à la présidence du Conseil. Hétéroclite, certains disaient même qu'elle se disloquerait après la campagne, ce qui ne s'est pas réalisé. On y trouve :
- L'Ulivo (L'Olivier): centre gauche pur il est l'alliance à la chambre de La Marguerite (chrétiens centristes), des Démocrates de gauche (ex-communistes totalement reconvertis à la cause social-démocrate) et des Républicains européens, petit parti social-libéral, né d'une scission du Parti républicain italien berlusconiste. C'est le principal parti de la coalition en voie de se transformer en Parti démocrate à l'automne 2007.
- Parti de la refondation communiste : parti communiste d'extrême-gauche.
- Rosa nel pugno (Rose au poing) socialistes, radicaux de gauche.
- Italie des valeurs : libéraux et populistes de gauche.
- Fédération des Verts : Écologistes formant une alliance avec le parti communiste simple (et pas Refondation, cette alliance s'appelle « Insieme con l'Unione »).
- Parti des communistes italiens ; scission modérée de Refondation communiste.
- Populaires-UDEUR : parti de centre droit, démocrate-chrétien, anti-berlusconiste (membre du Parti populaire européen).
- Parti populaire sud-tyrolien : Parti autonomiste du Tyrol du Sud, défendant la communauté germanophone (membre du Parti populaire européen).

Sans oublier une quinzaine d'autres mouvements plus ou moins de gauche.

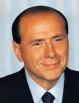
Sylvio Berlusconi

La Maison des libertés est la coalition de droite alliée pour faire réélire Silvio Berlusconi à la présidence du Conseil. On y trouve :
- Forza Italia: Parti conservateur et libéral créé de toutes pièces par Berlusconi en 1994.
- Alliance nationale : Parti conservateur souverainiste et nationaliste.
- Union des démocrates chrétiens et du centre : Parti démocrate-chrétien de centre droit.
- Ligue du Nord : Parti populiste et autonomiste très nettement ancré à droite de l'échiquier politique italien.
- Nouveau PSI : Centre gauche berlusconiste.
- Démocratie chrétienne pour les autonomies : Parti démocrate-chrétien de centre droit.
- Réformateurs libéraux : Parti créé en octobre 2005 pour soutenir les positions libérales et radicales à l'intérieur de la Maison des libertés
- Alternative sociale : Liste guidée par Alessandra Mussolini, petite-fille du dictateur du même nom.

Sans oublier comme à gauche une multitude de petits partis plus ou moins de droite.

## Mode de scrutin
Contrairement à la France ou au Royaume-Uni, le système italien est défini par un bicamérisme paritaire, c’est-à-dire que le Sénat et la chambre des députés ont exactement les mêmes pouvoirs. Cela a pour conséquence de rendre le gouvernement impossible dès lors que les deux chambres ne sont pas de la même couleur politique. Les deux coalitions avaient expliqué que si l'on se trouvait dans ce cas, de nouvelles élections seraient organisées.

### Chambre des députés
Voir l'article détaillé Chambre des députés (Italie)
Son mode d'élection a été profondément modifié par une loi en décembre 2005, qui a remplacé le système mixte (majoritaire dans les collèges, proportionnelle dans les circonscriptions) par un système entièrement proportionnel comportant une prime à la majorité.
Les sièges sont répartis entre les coalitions ayant obtenu plus de 10 % des suffrages (et dans ces coalitions, parmi les listes ayant obtenu plus de 2 % des suffrages au total, plus celle ayant le plus de voix parmi les listes en dessous de 2 %), ainsi qu'entre les listes indépendantes ayant obtenu 4 % ou plus. La coalition ou la liste arrivée en tête obtient au minimum 55 % des sièges (340 parmi les 617), plus des sièges supplémentaires en fonction de l'avance sur l'autre parti ou coalition.
À ces 617 députés s'ajoutent 12 députés élus par les Italiens résidant à l'étranger, et un élu par le Val d'Aoste.
Le droit de vote pour la chambre des députés est ouvert par la majorité (18 ans), tandis que les candidats doivent être âgés de 25 ans ou plus.

### Sénat
Voir l'article détaillé Sénat de la République (Italie)
L'élection du Sénat se fait par région, c’est-à-dire qu'à chaque région est associée un certain nombre de sièges, en fonction de sa population. Dans chaque région, les sièges sont répartis à la proportionnelle entre les coalitions ayant obtenu plus de 20 % des suffrages (ou 8 % pour les listes hors coalition). À l'intérieur des coalitions, seules les listes ayant obtenu plus de 3 % des suffrages ont accès à un siège. Dans chaque région, une prime majoritaire porte le nombre de sièges de la liste majoritaire à 55 % des sièges minimum.
Aux 308 sénateurs élus dans les régions s'ajoutent 6 sénateurs pour les Italiens de l'étranger, 1 sénateur élu au scrutin majoritaire pour la Vallée d'Aoste, 5 sénateurs à vie (au maximum) nommés par le président et les anciens présidents de la République.
Seuls les citoyens âgés de plus de 25 ans peuvent élire le Sénat, tandis que les candidats doivent avoir au minimum 40 ans.

## Journées de vote et annonce des résultats
Les résultats des élections s'annonçaient très serrés, les sondages ne départageant pas clairement Romano Prodi ou Silvio Berlusconi avant les élections. Le premier sondage sortie des urnes, le 10 à 15H, annonçait une large majorité à Prodi, avec plus de 55 % des voix. vers 20 h la tendance s'inversait et mettaient la Maison des libertés en tête. Les résultats provisoires ne permettront pas de départager les deux coalitions, et il faudra attendre les résultats définitifs, qui donnent 25 000 voix d'avance à l'Union, soit 0,07 % des voix (participation de 83 %, avec plus de 39 000 000 suffrages exprimés). Le système de la prime majoritaire lui donne donc une large avance en siège à la Chambre.
Au Sénat cependant, c'est le vote des Italiens à l'étranger qui donna finalement un siège d'avance à l'Union face à la Maison des libertés, ce qui lui permit d'obtenir la majorité aux deux chambres, et ainsi de pouvoir gouverner.

## Résultats définitifs validés par lacour de cassation italienne

### Chambre des députés
Le 21 avril, la Cour de cassation attribue les sièges aux deux coalitions, aucune autre liste n'ayant obtenu les 4 % requis (ces résultats n'incluent pas les 12 députés des Italiens de l'étranger) :
| Partis & alliances | Partis & alliances | Votes                                                                                   | %                                                   | Sièges                     |
| ------------------ | --- | --------------------------------------------------------------------------------------- | --------------------------------------------------- | -------------------------- |

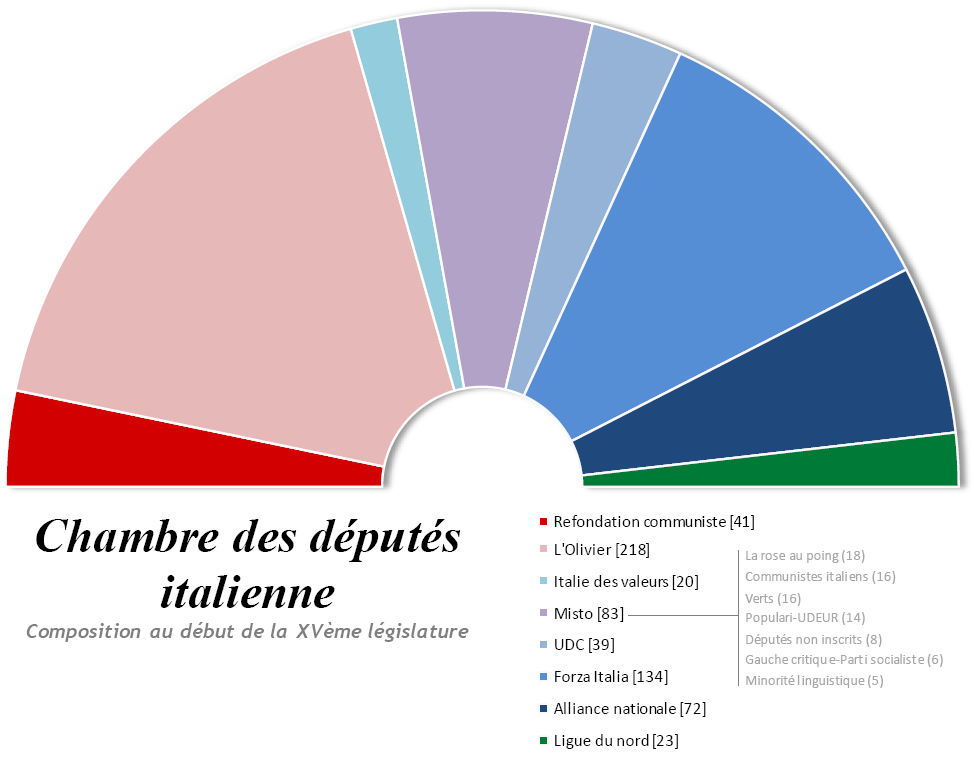
Composition de la Chambre des députés en mai 2006, lors de l'ouverture de la (répartition des députés par groupes politiques).

|                    | L'Union - L'Olivier - Parti de la refondation communiste - Rose au poing - Parti des communistes italiens - Italie des valeurs - Fédération des Verts - Populaires-UDEUR - Parti populaire sud-tyrolien - Autres | 19 002 598 11 930 983 2 229 464 990 694 884 127 877 052 784 803 534 088 182 704 588 683 | 49,81 31,27 5,84 2,60 2,32 2,30 2,06 1,40 0,48 1,54 | 340 220 41 18 16 15 10 4 0 |
|                    | Maison des libertés - Forza Italia - Alliance nationale - UDC - Ligue du Nord-MpA - DC-Parti Socialiste - Autres                                                                                                 | 18 977 843 9 048 976 4 707 126 2 580 190 1 747 730 285 474 608 347                      | 49,74 23,72 12,34 6,76 4,58 0,75 1,59               | 277 137 71 39 26 4 0       |
|                    | Autres | 172 902                                                                                 | 0,45                                                | 0                          |
| Total              | Total | 38 153 343                                                                              | 100                                                 | 617                        |

À ces 617 sièges, il faut ajouter le député du Val d'Aoste (centre gauche) et les 12 députés à l'étranger dont les résultats officiels ont été proclamés le 22 avril 2006 : 6 pour l'Olivier, 1 pour l'Italie des valeurs, 3 pour Forza Italia et 1 pour une liste soutenue par Alliance nationale et 1 pour l'association des Italiens d'Argentine (qui ont rejoint Prodi).
Les résultats finaux pour la Chambre sont donc (ci-dessous graphique représentant le pourcentage de sièges obtenus par parti) :
- L'Union obtient 348 sièges ;
- La Maison des libertés a 281 élus.

| L'Unione : 348 (55,3 %) |  |  | CDL : 281 (44,7 %) |
| ▲                       |  |  |                    |

### Sénat

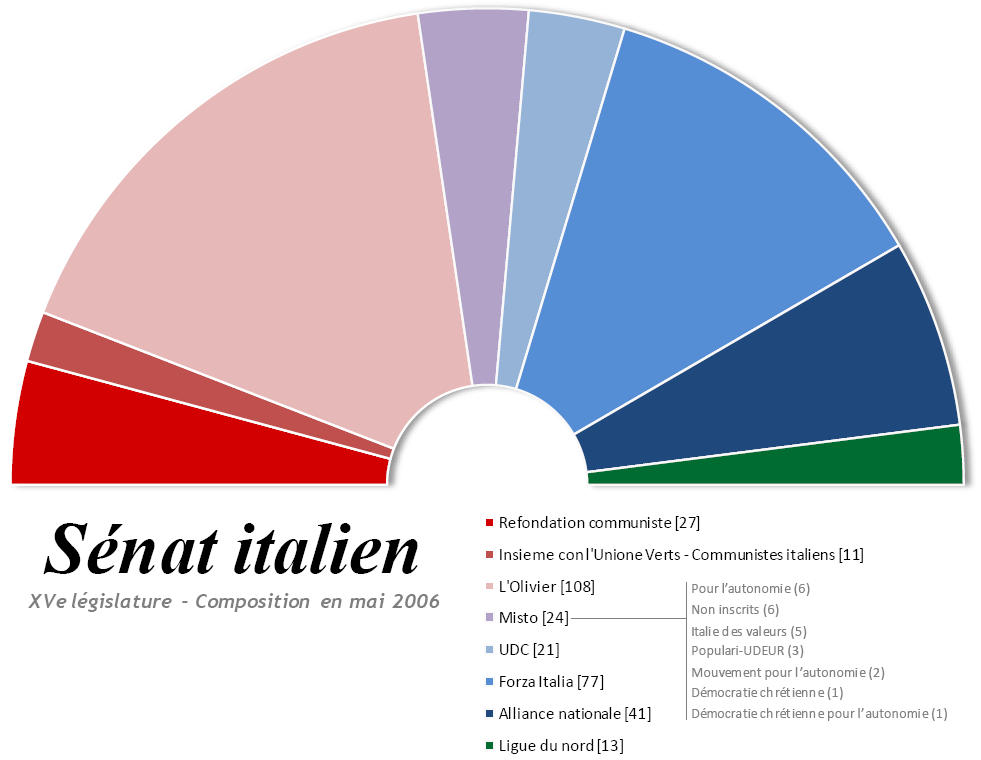
Composition du Sénat en mai 2006, lors de l'ouverture de la XVe législature (répartitions des sénateurs par groupes politiques)

Au Sénat siègent en outre deux anciens présidents de la République, Francesco Cossiga et Oscar Luigi Scalfaro ainsi que cinq sénateurs à vie : Giulio Andreotti, Rita Levi-Montalcini, Emilio Colombo, Giorgio Napolitano et Sergio Pininfarina. Il y a donc 322 sénateurs en tout : 309 de la métropole, 6 de l'étranger et 7 sénateurs à vie.
Voici les résultats pour les deux coalitions :
| Partis & alliances | Partis & alliances | Votes                                                                              | %                                               | Sièges                  |
| ------------------ | --- | ---------------------------------------------------------------------------------- | ----------------------------------------------- | ----------------------- |
|                    | L'Union - Démocrates de gauche - La Marguerite - Parti de la refondation communiste - Ensemble avec l'Union - Italie des valeurs - Rose au poing - Populaires-UDEUR - Autres | 16 725 077 5 977 313 3 664 622 2 518 624 1 423 226 986 046 851 875 476 938 826 373 | 48,96 17,50 10,73 7,37 4,17 2,89 2,49 1,40 2,41 | 148 62 39 27 11 4 0 3 2 |
|                    | Maison des libertés - Forza Italia - Alliance nationale - UDC - Ligue du Nord-MpA - Autres                                                                                   | 17 153 256 8 201 688 4 234 693 2 309 174 1 530 366 877335                          | 50,21 24,01 12,40 6,76 4,48 2,56                | 153 78 41 21 13 0       |
|                    | Autres | 283 271                                                                            | 0,83                                            | 0                       |
| Total              | Total | 34 161 604                                                                         | 100                                             | 301                     |

Il faut ajouter à ces résultats ceux des italiens de l'étranger et huit autres sénateurs élus dans des régions à statut particulier :
- Maison des libertés : 156 sièges
- L'Union : 158 sièges plus l'élu indépendant des Italiens en Argentine soit 159 sièges.

Parmi l'Union, voici la répartition entre les listes :
- Démocrates de gauche : 62 élus ;
- La Marguerite : 39 élus ;
- Parti de la refondation communiste : 27 élus ;
- Ensemble avec l'Union (Verts et communistes italiens) : 11 élus ;
- Sièges obtenus par les partis ayant moins de 3 sièges : 7 élus ;
- Parti populaire sud-tyrolien : 5 élus ;
- Italie des valeurs : 4 élus ;
- Populaires-UDEUR : 3 élus.

Pour la casa delle libertà :
- Forza Italia : 79 élus ;
- Alliance nationale : 41 élus ;
- UDC : 21 élus ;
- Ligue du Nord : 13 élus ;
- Reste de la coalition : 2 élus.

| L'Unione : 159 (50,5 %) |  |  | CDL : 156 (49,5 %) |
| ▲                       |  |  |                    |

(les 7 sénateurs à vie ne sont pas pris en compte)

## Élections à la tête des chambres
Les élections législatives sont suivies de l'élection des présidents des deux chambres. Le scrutin se fait à la majorité qualifiée (75 % des députés) aux deux premiers tours, mais si ces deux tours ne permettent pas l'élection d'un président, un troisième tour est organisé à la majorité absolue, puis un quatrième à la majorité simple.

### Chambre des députés
L'Union disposant de 55 % des sièges (prime à la majorité), son candidat devait être élu au troisième tour. Cependant, certains députés de la majorité refusèrent de voter pour Fausto Bertinotti, secrétaire du Parti de la refondation communiste et président du Parti de la gauche européenne, jugé trop à gauche. Il fut cependant élu au quatrième tour de scrutin, par 337 voix (sur 609).

### Sénat
La majorité étant très serrée au Sénat, l'élection du candidat de l'Union n'était pas assurée : la majorité préféra présenter un candidat du centre, de la Marguerite : Franco Marini. En effet, ce candidat serait à même de recevoir le soutien de la majorité des sénateurs à vie. Là encore, cependant, le candidat de l'Unione n'obtiendra pas la majorité avant le quatrième tour (165 voix sur 322), un certain nombre de députés de l'Unione votant volontairement « nul » au troisième tour de scrutin.

### Présidence de la République
Le président de la République italienne est élu par le Parlement (réunion du Sénat, de la Chambre et des représentants des régions). Là encore, il fallut 4 tours pour élire Giorgio Napolitano, membre des Démocrates de gauche à la présidence.

## Réactions
Silvio Berlusconi refuse jusqu'au bout d'admettre sa défaite. Lorsqu'il le fit, il l'attribua au mode d'élection (que son gouvernement avait changé six mois auparavant) qui aurait donné à Romano Prodi la majorité alors que la Maison des libertés représenterait 50,2 % des Italiens.

## Élections locales et référendum
La droite espérait remplacer au plus vite la gauche au pouvoir, cependant les élections locales des 28 et 29 mai se soldèrent par un statu quo et la gauche conserva les villes où elle se trouvait déjà majoritaire. (Rome, Naples, Turin...). La droite quant à elle conserva les régions et villes déjà conquises.
Le référendum sur le changement de la constitution (visant à faire un premier grand pas vers le fédéralisme) était une nouvelle fois pour la droite (qui soutenait le changement) l'occasion de se démarquer de la gauche, mais le « Non » l’emporta avec 61,3 % des voix, contre 38,7 % pour le « Oui ».

## Sources

## Compléments